# Koralm-vasútvonal
A Koralm-vasútvonal egy építés alatt álló normál nyomtávú, 127 km hosszúságú, kétvágányú, 15 kV, 16,7 Hz-cel villamosított vasútvonal Graz és Klagenfurt között Ausztriában. Kivitelezése 2001-ben kezdődött, várható átadása 2025 decembere. A vasútvonal része a 32,9 km hosszú Koralm-alagút is.

## Áttekintés
Bár az építkezés csak 2026-ban fejeződik be, a vasútvonal egyes szakaszai már most is nyitva vannak, vagy hamarabb megnyitásra kerülnek, hogy javítsák a helyi ingázó vasúti szolgáltatások minőségét. A vasút elsősorban intermodális áruszállításra épül, de akár 250 km/h sebességgel közlekedő személyszállító vonatok is használhatják majd. A Klagenfurt és Graz közötti utazási idő három óráról 45 percre csökken. Az első új pályaszakasz üzembe helyezése 2010-ben kezdődött, a karintiai szakaszt 2023 decemberében adták át. A teljes vasútvonal az éves menetrendváltással várhatóan 2025 decemberében lesz üzemképes.
Az új vasútvonal központi eleme a 33 km hosszú Koralm-alagút a vasútnak nevet adó Koralpe-hegység alatt. A több milliárd eurós költségvetésű projekt jelenleg az osztrák vasúthálózat bővítésének legnagyobb folyamatban lévő projektje, amely a szomszédos Stájerország és Karintia szövetségi tartományok fővárosait köti majd össze. Az összeköttetés Bruck an der Muron keresztül jelenleg háromórás vonatúttal lehetséges, bár az ÖBB jelenleg Intercitybus járatokat üzemeltet Graz és Klagenfurt között Wolfsbergen keresztül, körülbelül kétórás menetidővel. A tervezett 27 km hosszú Semmering-bázisalagúttal együtt a Koralm-vasútvonal megszüntetné az osztrák teher- és személyszállító vasúti infrastruktúra szűk keresztmetszeteit (nevezetesen ezek a Semmering-hágó és a Neumarkt Sattel). A Tarvisio és Udine közötti, már meglévő olasz Pontebbana-vasútvonallal együtt részei lesznek a Balti-Adria-folyosónak nevezett közlekedési tengelynek, amely a lengyel Gdańsk kikötővárost és az olasz Bolognát köti össze. 2013-ban a Koralm-vasútvonal bekerült a transzeurópai közlekedési törzshálózatba.
Jelenleg a leggyorsabb Bécs–Graz és Bécs–Klagenfurt utazási idő a Railjet járatokon 2 óra 35 perc, illetve 3 óra 55 perc. Ha a Koralm-vasútvonal 0 óra 45 perces Graz–Klagenfurt utakat tesz lehetővé, akkor a Bécs–Klagenfurt útidő 3 óra 20 percre csökken, ami 0 óra 20 perces megtakarítást jelent. A Semmering-bázisalagúttal (amely várhatóan körülbelül 0 óra 30 perces menetidő-megtakarítást eredményez) és a korszerűsített Pottendorfer vonallal együtt a Bécs-Klagenfurt út 2 óra 40 perces lesz. A jelenlegi vasúti vonalvezetés megnehezíti, hogy a Bécsből induló és a Bécsbe érkező járatok egyszerre szolgálják ki Grazot és Klagenfurtot (Stájerország és Karintia tartományok legnagyobb városait). Hacsak a vonatok nem térnek vissza Bruck an der Murba, a két város közötti legrövidebb vasúti útvonal a szlovéniai Mariboron keresztül vezet. Ennek következtében az ÖBB jelenleg Grazot és Klagenfurtot külön Railjet-járatokkal szolgálja ki. A Koralm-vasútvonal jelentősen megkönnyíti az ÖBB számára, hogy mindkét várost ugyanazzal a Railjet járattal kösse össze Béccsel, ami lehetővé teszi a két város járatsűrűségének növelését.